# سامر مسیح حماد
سامر مسیح حماد (به انگلیسی: Sami Hammad) بمب‌گذار فلسطینی که در یک عملیات انتحاری علیه اسرائیلیان کشته شد.
در سال ۱۳۶۶ خورشیدی در شهر جنین در کرانه باختری رود اردن متولد شد. در نوجوانی عضو گروهان‌های قدس (شاخه نظامی جنبش جهاد اسلامی فلسطین) شد. در تاریخ ۲۸ فروردین ۱۳۸۵ خورشیدی (۱۸ ربیع‌الاول ۱۴۲۷) در شهر تل اویو اسراییل در یک رستوران دست به عملیات انتحاری زد که بر اثر آن ۹ اسراییلی غیرنظامی کشته و ۷۰ غیرنظامی اسرائیلی مجروح شدند و خودش نیز کشته شد.